# 中華傳道會呂明才小學
中華傳道會呂明才小學（英語：C.N.E.C. Lui Ming Choi Primary School），位於香港新界青衣長發邨，佔地3000平方米，早於1966年創立，並於1988年在現址復校，是一所政府資助全日制小學。

## 歷任校監
- 張祖鷺 先生[1]
- 劉知三 牧師
- 周洪威 先生[2]
- 褚永華 先生[3]
- 陳士龍 先生

## 歷任校長

### 牧幼學校時代

#### 上午校
- 蘇怡 女士（創校校長，1966年-1979年）（2015年逝世）
- 李靈佑 先生（第二任校長，1979年-1987年[1]；復校後轉至下午校）

#### 下午校
- 張明 先生（創校校長，1968年-不遲於1972年）
- 潘少鏞 先生（第二任校長，不遲於1972年-1979年）
- 張堅石 先生（第三任校長，1979年-約1980年代內）

### 呂明才小學時代

#### 上午校
- 梁麗珍 女士（1988年-1996年）
- 關德華 先生（1996年-2005年）[2]

#### 下午校
- 李靈佑 先生（1988年-約1991年）[4]
- 王國江 先生（約1991年-2004年，後轉職至循道學校）[5]

#### 全日制
- 吳錦輝 先生（約2005年-2018年）（2020年醫院患病逝世）
- 馬俊江 先生（2018年-2022年）
- 梁漢基 先生（2022年上任）

## 歷史
此校前身是位於九龍藍田（二）邨（重建後現址為啟田邨籃球場）、與該邨第12座相連的的中華傳道會牧幼學校，為一所「火柴盒」小學。於1966年創校時，牧幼僅設上午校，要到1968年才增設下午校；同時，上午校首屆小六亦於1968年畢業。
除中華傳道會開辦的半日制小學外，舊校舍5樓課室自1969年起，曾於晚間借予香港基督教女青年會，用作開辦夜小學。
至1987年，由於牧幼學校與相連的大廈被列為危樓，教育署要求此校自1987年起停辦。中華傳道會與前教育署幾經交涉，終於在青衣長發邨獲批新校舍。得蒙呂明才基金及中華傳道會合共撥款75萬港元作開辦費，故易名為中華傳道會呂明才小學，並於翌年成功在青衣復辦。及後，此校曾一度與同系的李賢堯紀念中學結為聯繫學校，但目前該預留學位安排已終止。
由2005年至2006年度起，該校上下午校一至四年級開始合併推行「全日制」，在2007至2008年度完成，一至六年級均「全日制」上課。
2018年12月，該校獲贈一輛九巴退役雙層巴士（丹尼士三叉戟12米）進駐校園，成為學校另一STEM教育基地，這輛退役巴士命名為「呂小號」。

## 事件及軼事
- 1980年6月3日早上約8時，此校上午校2D班在音樂課期間，學生疑在吸入不明氣體後，陸續感到頭痛及噁心。由於當時校舍所在的觀塘區，亦發生多宗類似事件，教育司署宣佈藍田及秀茂坪所有小學及幼稚園停課一星期，另港府特別調查小組亦著令勞工處污染管制科進行調查[11]。

## 姊妹中小學

### 中學
- 中華傳道會劉永生中學（柴灣）
- 中華傳道會李賢堯紀念中學（葵盛，為原聯繫中學）
- 中華傳道會安柱中學（石梨）

### 小學
- 中華傳道會許大同學校（葵興）